# Duft-ridderhat
Duft-ridderhat (Tricholoma matsutake), også kendt under dens japanske navn matsutake, er en spiselig svampeart i ridderhat-familien. Duft-ridderhat er betegnet som truet på den danske rødliste og sårbar på den internationale rødliste. Svampen regnes for en luksus ingrediens i det japanske køkken hvor den blandt andet bruges i supper.

## Levested og udseende
Frugtlegemet er kødfuld og mørkebrunt med tørre skæl på hat og stok og stokring. Den kan findes i Danmark fra august til oktober. Duft-ridderhat findes i fyrreskove hvor den danner mykorrhiza med fyrretræerne. I Europa vokser den sammen med skovfyr, i Asien med flere andre arter, blandt andet japansk rødfyr (Pinus densiflora) i Japan.

## Udbredelse
Duft-ridderhat findes i Nord- og Centraleuropa samt Asien. En lysere variant af svampen findes det østlige Canada og USA. Det er uafklaret om den lysere variant er samme art eller en nærtstående art. Tidligere har populationerne i Japan, Den Koreanske Halvø og Kina været de største, men disse er gået meget tilbage, så populationen i Nordskandinavien og Rusland er nu muligvis lige så stor som Østasien.
Den er udbredt over et stort område men er generelt sjælden og i tilbagegang. Medvirkende til tilbagegangen er en reduktion af mængden af de fyrreskove hvor svampen lever, på grund af blandt andet sygdomme i Østasien, afskovning i Kina, øget eutrofisering og skovdød i Centraleuropa, samt mere intensiv skovdyrkning i Nordeuropa. I Japan er skovene med japansk rødfyr stærkt angrebet af fyrrevednematoder  (Bursaphelenchus xylophilus).
Arten er forsøgt dyrket, men indtil videre er det ikke lykkedes.
I Danmark er duft-ridderhat meget sjælden og findes i sandede klitplantager i Nord- og Vestjylland. Der er kun aktuelle fund på fem lokaliteter.

## Duft-ridderhat som japansk spisesvamp
| År      | hjemlig høst | import |
| ------- | ------------ | ------ |
| 1950    | 6.448        | 0      |
| 1955    | 3.569        | 0      |
| 1960    | 3.509        | 0      |
| 1965    | 1.291        | 0      |
| 1970    | 1.974        | 0      |
| 1975    | 774          | 0      |
| 1980    | 457          | 362    |
| 1982    | 484          | 551    |
| 1984    | 180          | 1.082  |
| 1986    | 199          | 980    |
| 1988    | 406          | 1.430  |
| 1989/90 | 199          | 2.210  |
| 1993    | -            | 1.943  |
| 1994    | -            | 3.622  |
| 1995    | -            | 3.515  |
| 1996    | -            | 2.703  |
| 1997    | -            | 3.059  |
| 1998    | 257          | 3.248  |
| 1999    | 147          | 2.674  |

Duft-ridderhat (matsutake) er en luksusvare i Japan som er eftertragtet og meget dyr. Sæsonen er i september og oktober, og de høstes før hattene åbner sig. Priserne varierer efter udbud og kvalitet, men er ofte fra 1000 til 2000 amerikanske dollar pr. kilo for japanske matsutake. Importerede matsutake er billigere med priser omkring 90 dollar per kilo. Mængden har været faldende i Japan, hovedsageligt fordi japansk rødfyr som duft-ridderhat danner mykorrhiza med, er gået stærkt tilbage på grund af angreb af fyrrevednematoder siden 1970'erne. Den japanske høst var 14 tons i 2019 hvilket var det laveste i den tid statistikken er lavet. Importen var betydeligt større end den hjemlige produktion, og det samlede japanske forbrug var i størrelsesordenen af 1.000 tons.
| Land      | Tons per år | Værdi over 5 år (millioner US $) |
| --------- | ----------- | -------------------------------- |
| Bhutan    | 2           | 1                                |
| Canada    | 439         | 95                               |
| Kina      | 1.122       | 270                              |
| Marokko   | 61          | 12                               |
| Mexico    | 18          | 6                                |
| Nordkorea | 888         | 156                              |
| Sydkorea  | 264         | 169                              |
| Tyrkiet   | 26          | 4                                |
| USA       | 144         | 33                               |

I 1950 blev der høstet 6.448 tons i Japan, og tallet er side er tallet faldet markant (se tabel 1). Man begyndte at importere ridderhat i Japan omkring 1980. Det drejer sig både om duft-ridderhat og nærtstående arter som Tricholoma magnivelare og Tricholoma caligatum. De lande som eksporterede mest i perioden 1993-1997 er i størrelsesorden Kina, Nordkorea, Canada, Sydkorea, USA og Marokko (se tabel 2). Eksporten har stor betydning for økonomien i de områder hvor ridderhat indsamles. I Kina er det navnlig i Sichuan hvor indkomsten fra indsamling af ridderhat og snyltekølle (Cordyceps spp.) nogle steder udgør 60 % af den samlede indkomst. Eksporten har også stor betydning for Bhutan og Nordkorea.